# Lucija Zaninović
Lucija Zaninović (Split, 26 de juny de 1987) és una esportista croata que competeix en taekwondo. La seva germana bessona Ana també és una reeixida esportista de taekwondo.
Va participar en els Jocs Olímpics de Londres 2012, obtenint una medalla de bronze en la categoria de –49 kg. Als Jocs Europeus de Bakú 2015 va aconseguir una medalla de bronze.
Va guanyar una medalla de bronze al Campionat Mundial de Taekwondo de 2013 i quatre medalles al Campionat Europeu de Taekwondo entre els anys 2010 i 2016.

## Palmarès internacional
| Jocs Olímpics     | Jocs Olímpics             | Jocs Olímpics | Jocs Olímpics |
| Any               | Lloc                      | Medalla       | Categoria     |
| ----------------- | ------------------------- | ------------- | ------------- |
| 2012              | Londres ( Regne Unit)     | 3             | –49 kg        |
| Campionat Mundial |                           |               |               |
| Any               | Lloc                      | Medalla       | Categoria     |
| 2013              | Pobla ( Mèxic)            | 3             | –49 kg        |
| Jocs Europeus     |                           |               |               |
| Any               | Lloc                      | Medalla       | Categoria     |
| 2015              | Bakú ( Azerbaidjan)       | 3             | –49 kg        |
| Campionat Europeu |                           |               |               |
| Any               | Lloc                      | Medalla       | Categoria     |
| 2010              | Sant Petersburg ( Rússia) | 1             | –49 kg        |
| 2012              | Manchester ( Regne Unit)  | 1             | –49 kg        |
| 2014              | Bakú ( Azerbaidjan)       | 1             | –49 kg        |
| 2016              | Montreux ( Suïssa)        | 3             | –49 kg        |